# Aladin, faites un vœu !
Pour les articles homonymes, voir Aladin.
Aladin, faites un vœu ! est une comédie musicale française de Marie-Jo Zarb et David Rozen qui s'est jouée au Comédia,. Elle est inspirée du conte arabo-perse Aladin ou la Lampe merveilleuse.

## Fiche technique
- Livret : Marie-Jo Zarb, Guillaume Beaujolais
- Musique : Shay Alon
- Producteurs : Jérémie de Lacharrière, Sylvain Bonnet
- Mise en scène et co-auteur : David Rozen
- Chorégraphie : Johan Nus
- Costumes : Jackie Tadeonie
- Décors : Eric Klatt
- Lumières : Alex Decain
- Direction du casting : Bruno Berberes
- Date de première représentation : 17 octobre 2015 au Comédia, tournée

## Distribution
- Kaïna Blada : La Princesse
- Alexis Loizon : Aladin
- Grégory Amsis : Kazim
- Laurent Bàn : Le Génie
- Julien Mior : Le père de la princesse
- Mathieu Sennacherib : Papak
- Loaï Abdel Rahman : Shayan
- Sofia Mountassir : Kiana
- Lorena Masikini : Mina